# Lippetal
Lippetal är en kommun i Kreis Soest i Regierungsbezirk Arnsberg i förbundslandet Nordrhein-Westfalen i Tyskland. Kommunen bildades 1 juli 1969 genom en sammanslagning av 11 tidigare kommuner.